# Euscheloribates cryptus
Euscheloribates cryptus är en kvalsterart som först beskrevs av Sandór Mahunka 1978.  Euscheloribates cryptus ingår i släktet Euscheloribates och familjen Scheloribatidae. Inga underarter finns listade i Catalogue of Life.